# Jezioro Kaliszańskie
Jezioro Kaliszańskie este o arie protejată (sit de importanță comunitară — SCI) din Polonia întinsă pe o suprafață de 719,08 ha, integral pe uscat.

## Localizare
Centrul sitului Jezioro Kaliszańskie este situat la coordonatele 52°53′16″N 17°07′42″E / 52.8879°N 17.1282°E.

## Înființare
Situl Jezioro Kaliszańskie a fost declarat sit de importanță comunitară în octombrie 2009 pentru a proteja 1 specie de animale.

## Biodiversitate
Situată în ecoregiunea continentală, aria protejată conține 5 habitate naturale: Ape puternic oligomezotrofe cu vegetație bentonică cu Chara spp., Lacuri eutrofice naturale cu vegetație de tip Magnopotamion sau Hydrocharition, Pajiști cu Molinia pe soluri calcaroase, turboase sau argilos-nămoloase (Molinion caeruleae), Fânețe de joasă altitudine (Alopecurus pratensis, Sanguisorba officinalis), Mlaștini calcaroase cu Cladium mariscus și specii de Caricion davallianae.
La baza desemnării sitului se află o specie protejată de  mamifere: castor (Castor fiber).